# 獨立廣場 (基輔)

獨立廣場東南部分

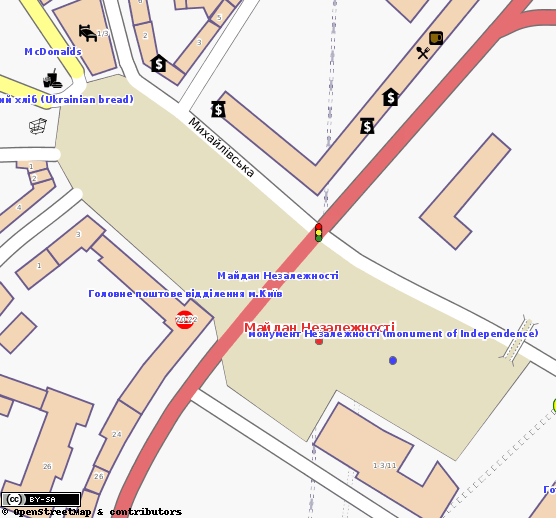
獨立廣場地圖，中間灰黃色即是廣場範圍，紅色線是赫雷夏蒂克大街。

獨立廣場（烏克蘭語：Майдан Незалежності，羅馬化：Maidan Nezalezhnosti，發音：[mɐjˈdɑn nezɐˈlɛʒnosʲtʲi] ⓘ）是位於烏克蘭首都基輔市中心的露天廣場地帶。廣場中央由赫雷夏蒂克街貫通。基輔地鐵的1号线及2号线亦在此處設站交匯。旁邊是烏克蘭柴可夫斯基國立音樂學院及其音樂廳、烏克蘭酒店。

## 廣場建築
廣場最著名的建築是獨立紀念碑，整個廣場於2001年在基輔市長亞歷山大·奧梅利琴科的命令下重新修建，同時為廣場新樹立具有地標性的紀念碑，立於柱上的是斯拉夫母神──貝利希尼亞。

## 名稱
廣場自從基輔羅斯時代設立後，其名稱經歷了多次更改。現在的名字是由“Майдан”（廣場）和“Незалежності”（獨立）兩詞組成，是為了紀念1991年烏克蘭宣佈從蘇聯中独立而修改的。“Майдан”一詞起源於波斯語的（波斯語羅馬化：Meydan，字面意思為“聚集地”）。在基輔，除了獨立廣場外，其他的廣場都是沿用傳統烏克蘭語字詞──「Пло́ща」來命名，目的是爲了要與俄語區分開來（字詞「Пло́ща」為烏克蘭語，白俄羅斯語和俄語共用，皆譯為“廣場”）。

### 名称变革
- 1869年—1876年：赫雷夏蒂克廣場（烏克蘭語：Хрещатицька площа）
- 1876年—1919年：杜馬廣場（烏克蘭語：Думська площа；俄语：
- 1919年—1935年：蘇維埃廣場（烏克蘭語：площадь Радянська）
- 1935年—1977年：加里寧廣場（烏克蘭語：площадь Калініна）
- 1977年—1991年：十月革命廣場（烏克蘭語：площа Жовтневої революції）
- 1991年—现在：獨立廣場（烏克蘭語：Майдан Незалежності）

## 事件
2004年12月由於烏克蘭總統選舉爭議引發的「橙色革命」，估计約有50万尤先科陣營的支持者發起在獨立廣場及赫雷夏蒂克大街上紮營露宿數週進行和平示威，令此地一時間成為全世界媒體佈導的焦點。
此地自2013年11月以来又成为烏克蘭親歐盟示威運動的中心。

## 外部連結
- 獨立廣場，基輔百科（乌克兰語）